# Nørremølle Å
Nørremølle Å er en lille å der løber nordøst for Viborg. Den begynder som afløb fra Rødding Sø, lige vest for landsbyen Rødding,  hvorfra den løber mod vest, og løber ud i nordenden af Loldrup Sø, og fortsætter fra sydenden af denne mod syd, hvor den efter et par kilometer løber ud i Viborg Nørresø, ved vandmøllen Nørremølle.
|  | Denne artikel om lokaliteten Nørremølle Å kan blive bedre, hvis der indsættes et (bedre) billede. Du kan hjælpe ved at afsøge Wikimedia Commons for et passende billede eller lægge et op på Wikimedia Commons med en af de tilladte licenser og indsætte det i artiklen. |

56°29′38.1″N 9°27′0.12″Ø / 56.493917°N 9.4500333°Ø